# 利奧·法爾卡姆
利奧·艾米·法爾卡姆（英語：Leo Amy Falcam，1935年11月20日—2018年2月12日），出生於波納佩，是密克羅尼西亞聯邦政治家，曾於1979年至1983年擔任首任民選波納佩州長，並於1997年至1999年勝任密克羅尼西亞聯邦副總統。1999年5月11日，法爾卡姆就職為第五任密克羅尼西亞聯邦總統，直到2003年任期結束。他在2003年大選喪失議會席位，而失去總統連任資格，正式退休。
他曾經在2000年3月訪問中華人民共和國，於3月26日抵達北京，時任外交部副部長楊潔篪和駐密大使許軍等人在機場迎接，並曾經與中國國家主席江澤民會面。 
法爾卡姆總統的夫人Iris Falcam是一名教育家，於1997年至2003年間擔任第一夫人，之後退休直到2010年去世。
2018年2月12日，退休19年的法爾卡姆去世，時任總統彼得·克里斯琴宣布即日起密聯邦全國下半旗致哀，並為他在密克羅尼西亞聖約瑟天主教教堂舉行紀念儀式，最後在他的家鄉Awak舉行國葬。